# Erepsia distans
Erepsia distans är en isörtsväxtart som beskrevs av L. Bol. Erepsia distans ingår i släktet Erepsia och familjen isörtsväxter. Inga underarter finns listade i Catalogue of Life.